# Борок (Пореченская волость)
Борок — деревня в Великолукском районе Псковской области России. Входит в состав сельского поселения «Пореченская волость».
Расположена южнее озера Псово, в 37 км к югу от райцентра Великие Луки и в 7 км к северо-востоку от волостного центра Поречье.

## Население
Численность населения деревни по состоянию на 2000 год составляла 3 жителя, на 2010 год — 5 жителей.

## Известные уроженцы
- Рыбаков, Алексей Миронович (1925—2016) — советский партийный деятель, первый секретарь Псковского обкома КПСС (1971—1987).